# Kathlamet
El kathlamet, katlamet o cathlamet era una llengua chinook que es va parlar prop de la frontera entre els estats de Washington i Oregon. Franz Boas va recopilar certa quantitat de documentació sobre la llengua i Dell Hymes va preparar una gramàtica de la llengua. La llengua es va extingir en els anys 1930, i n'existeix poca documentació a banda dels treballs esmentats.

## Descripció lingüística
La llengua té l'ordre preferent VSO.
El klathlamet, igual que altres llengües chinook, marca gènere gramatical en els noms, verbs, pronoms i demostratius. En els noms i verbs el gènere gramatical es marca mitjançant prefixos. En kathlamet es distingeixen tres gèneres "masculí", "femení" o "indiferent" (és últim s'usa quan no s'especifica explícitament el gènere o es desconeix, veure exemples). Molts noms prenen gènere masculí o femení sobre una base clarament semàntica, com en els següents exemples:
| Masculins | Femenins |
| --- | --- |
| iqʔiúqt 'home gran' iqsxíɬau 'monstre (masculí)' ixkáqunq 'ancià' ikásqax 'noi' íkala 'home' iíalx̣t 'el seu germà gran' ikʔútkʔut 'gos' | aqʔiúqt 'dona gran' aqsxíɬau 'monstre (femení)' aqsxíɬau 'anciana' akásqax 'noia' akala 'dona' ákalx̣t 'la seva germana gran' akʔútkʔut 'gossa' |
Igualment hi ha l'opció de no especificar el gènere explícitament però aleshores ha de posar-se un prefix ɬ- (gènere comú o no especificat).
| Gènere comú                                                                                    |
| ---------------------------------------------------------------------------------------------- |
| ɬ-qʔiúqt 'una persona gran' ɬ-qsxíɬau 'un monstre' ɬ-kuaɬilx̣ 'una persona' ɬ-kʔútkʔut 'un gos' |
En tots aquests exemples existeix una base semàntica basada en la diferenciació sexual clara, no obstant això, igual que succeeix en espanyol, existeixen noms d'animals epicens (on la mateixa forma designa tant al mascle com a la femella, com en granota, llebre, gripau, balena', etc.):
| Masculins | ipúkua 'linx', icixq 'cabra', ikípix̣l 'lleó marí', ikuaɬi 'balena', ipʔísxas 'mofeta', iɬatát 'mapatxe'. |
| Femenins  | aqaɬxíla 'canc', acʔmínqan 'caragol', aqískuax 'foca', apʔísxas 'teixó', aíi 'cloissa [del fang]'.       |
Boas observà algunes tendències, com que els animals grossos tendien a ser masculins i els més petits femenins (encara que trobà moltes excepcions). Els inanimats freqüentment reben gènere no especificat:
| Gènere comú | ɬ-cúqua 'aigua', ɬ-xuímax 'illa', ɬ-pait 'corda', ɬ-tka 'neu', ɬ-qáuulqt 'sang', ɬ-kuaɬi 'pobresa', ɬ-kcáma 'pinta', ɬ-kíɬuɬ 'salmó sec aixafat', ɬ-qapt 'ous de salmó' |
També molts noms per a objectes inanimats reben gènere arbitràriament:
| Masculins | iɬaɬqi 'pal per a excavar', icúɬq 'arpó', ikánim 'canoa', isíqi 'porta', iauík 'demà passat', iíx̣atk 'camí', iɬáuick 'la marea'. |
| Femenins  | aqʔiuíqi 'ganivet', ákmuks 'mora', aknuaks 'cor', ápul 'nit', átuɬ 'foc'.                                                        |
Boas nota la tendència a fer que les propietats abstractes (mida, malaltia, fred) siguin masculines, mentre que les plantes i els instruments usats amb plantes siguin femenins.